# Walter Szczerbiak
Walter Szczerbiak Sr (ur. 21 sierpnia 1949 w Hamburgu) – amerykański koszykarz, występujący na pozycji skrzydłowego.
W 1971 roku został wybrany w dwóch draftach – do NBA oraz ABA. W pierwszym z nich został wybrany przez Phoenix Suns z numerem 65 ogólnej listy, w drugim natomiast przez Dallas Chaparrals.
Sezon 1971/72 rozpoczął z zespołem Pittsburgh Condors z ABA. Później trafił do Kentucky Colonels, nie rozegrał jednak w ich barwach ani jednego spotkania, ponieważ został zwolniony.
Jego syn – Wally Jr występował na parkietach NBA, wziął także udział w NBA All-Star Game (2002).

## Osiągnięcia
Drużynowe
- Mistrz:
  - Euroligi (1974, 1978, 1980)[5]
  - Hiszpanii (1974–1977, 1979, 1980)[5]
  - EBA (1973)
- Wicemistrz Euroligi (1975, 1976)
- 4. miejsce w Eurolidze (1977, 1979)
- Zdobywca Pucharu[5]:
  - FIBA Intercontinental (1976–1978)
  - Hiszpanii (1974, 1975, 1977)
- 2. miejsce w Pucharze Hiszpanii (1976, 1978)

Indywidualne
- MVP Pucharu FIBA Intercontinental (1977)
- Wybrany do składu 50 Największych Osobowości w historii Euroligi (2008)
- Lider strzelców finałów Euroligi (1978)